# Gli amanti (Abbasi)
Gli amanti è un dipinto realizzato nel 1630 da Reza Abbasi, attualmente conservato presso il Metropolitan Museum of Art di New York. Più precisamente, si tratta di un piccolo dipinto ad acquerello, inchiostro e oro su carta, riconducibile alla tradizione della miniatura persiana.

## Storia
L'opera fu portata a termine nel 1630, in un momento nel quale la notorietà di Abbasi quale pittore audace e innovativo era già consolidata. L'artista, infatti, aveva prodotto negli anni una notevole quantità di disegni e miniature islamiche destinate ai muraqqa: in tal modo inserì il suo prorompente contributo nel contesto artistico tradizionale della Persia safavide, che all'epoca prediligeva ancora le illustrazioni - più affollate e corpose - rispetto alle singole miniature. Sebbene lo stile controverso di Abbasi rischiasse di essere una minaccia per la sua carriera, ciò non impedì al pittore di diventare uno dei prediletti alla corte di ʿAbbās I il Grande, che permise e promosse la prosecuzione delle sua attività.
Gli amanti fu donato al Metropolitan Museum of Art nel 1950 da parte di Francis M. Weld. Secondo il critico Robyn Creswell, si tratta di uno dei pezzi di arte islamica di maggior pregio tra quelli presenti all'interno della collezione newyorkese.

## Descrizione
Il dipinto raffigura una coppia di amanti intenta ad abbracciarsi. I corpi dei due innamorati sono posizionati in modo sensuale, in grado di evocare l'intimità fisica dei preliminari sessuali. Al contempo, e in maniera totalmente opposta rispetto al corpo, il volto dei due resta impassibile - coerentemente con una scelta stilistica comune nell'arte safavide dell'epoca. Gli abiti indossati sono ricchi e, nonostante presentino dei toni scuri, spiccano sullo sfondo marrone dai riflessi dorati. La loro fattura lascia intuire che la figura maschile sulla destra sia abbiente; mentre la donna potrebbe essere una prostituta (professione consentita in età safavide). 
Pur essendo completamente vestita e con i capelli coperti, la figura femminile presenta alcuni dettagli - l'ombelico parzialmente scoperto e i piedi scoperti - che accentuano la natura sensuale della scena. In tal senso contribuisce anche il modo in cui l'uomo avvolge i seni e il ventre dell'amante. Lo sfondo è arricchito da nuvole, fiori e piante, che avvolgono le due figure; ai loro piedi, invece, si trovano una caraffa con vino e della frutta in parte raccolta in un piatto e in parte sparsa a terra. Tali elementi, tra cui il piatto semivuoto, lascerebbero intuire che tra i due si sia già consumato un rapporto sessuale.

### Analisi
Stando a quanto afferma l'esperta Delfin Öğütoğullari, i volti degli amanti presentano degli elementi stilistici comuni nella pittura persiana dell'epoca, in particolare "gli occhi a mandorla, la bocca a forma di cuore, le sopracciglia arcuate e le ciocche di capelli ricci davanti alle orecchie". Questa scelta era legata a una rappresentazione poetica della bellezza ideale.
Per quanto l'artista avesse già dipinto delle figure femminili nude, l'introduzione di un uomo negli Amanti segna il passaggio da una semplice evocazione di pensieri erotici a una rappresentazione attiva e concreta della vita amorosa di corte. Öğütoğullari, al contrario, ha messo in evidenza l'indeterminatezza e l'ambiguità del genere dei due personaggi, ritenendo che "i loro tratti somatici sono sorprendentemente simili, con le loro bocche a forma di cuore e le loro sopracciglia arcuate". I vestiti, peraltro, coprono le forme dei corpi. A causa della loro somiglianza, la scena potrebbe essere "tanto omoerotica quanto eterosessuale".

## Influenza
La pittrice iraniana Farah Ossouli ha reinterpretato Gli amanti di Abbasi in due opere pittoriche portate a termine tra il 2010 e il 2014, Seven Thousands Years Old (7000 anni) e Reza, Ahmad and I (Reza, Ahmand e io). In entrambi i casi le figure degli amanti sono inserite all'interno di contesti di violenza e di guerra, da cui sono minacciate. Nel caso dell'opera Reza, Ahmad and I, il secondo nome fa riferimento al poeta iraniano Ahmad Shamlu.